# Nazionali asiatiche di calcio
Le Nazionali di calcio asiatiche sono le Nazionali di calcio le cui federazioni sono nella giurisdizione dell'AFC.
Rispecchiano totalmente la loro appartenenza geografica al continente asiatico, eccezion fatta per Australia, che ha lasciato l'OFC nel 2006, e per Cipro, Israele, Azerbaigian, Kazakistan, Armenia, Georgia e le due nazioni con territori divisi tra Asia e Europa (Turchia e Russia), che non fanno parte dell'AFC ma dell'UEFA. Inoltre, Guam, rappresentativa di un territorio statunitense interamente in Oceania, fa parte della federazione dalla sua nascita.
Tra le Nazionali asiatiche viene disputata la Coppa d'Asia, competizione continentale con cadenza quadriennale. Inoltre partecipano alle qualificazioni ai mondiali di calcio articolate in vari gruppi.
- Afghanistan
- Arabia Saudita
- Australia
- Bahrein
- Bangladesh
- Bhutan
- Birmania
- Brunei
- Cambogia
- Cina
- Corea del Nord
- Corea del Sud
- Emirati Arabi Uniti
- Filippine
- Giappone
- Giordania
- Guam
- Hong Kong
- India
- Indonesia
- Iran
- Iraq
- Kirghizistan
- Kuwait
- Laos
- Libano
- Macao
- Malaysia
- Maldive
- Mongolia
- Nepal
- Oman
- Pakistan
- Palestina
- Qatar
- Singapore
- Siria
- Sri Lanka
- Thailandia
- Tagikistan
- Timor Est
- Turkmenistan
- Taipei cinese
- Uzbekistan
- Vietnam
- Yemen

## Membri associati
- Isole Marianne Settentrionali